# 13 고스트
《13 고스트》(영어: 13 Ghosts)는 미국에서 제작된 윌리엄 캐슬 감독의 1960년 초자연 공포 영화이다. 찰스 허버트 등이 출연하였고, 윌리엄 캐슬 등이 제작에 참여하였다.

## 출연진
- 찰스 허버트
- 조 모로
- 로즈메리 디캠프
- 마틴 밀너
- 도널드 우즈
- 마거릿 해밀턴
- 숀 판드레일런
- 윌리엄 캐슬 (크레디트 미기재)
- 로이 젠슨 (크레디트 미기재)